# 1699 no Brasil
Esta é uma cronologia dos fatos acontecimentos de ano 1699 no Brasil.

## Eventos
- 15 de janeiro: Sancionada por Pedro II de Portugal a Carta Régia que cria o Instituto Militar de Engenharia do Brasil.[1]
- 13 de fevereiro: É criada a primeira vila no Ceará, Aquiraz.